# Esc (клавиша)
Клавиша Esc (от англ. escape — «бежать, совершить побег») — клавиша на клавиатуре компьютера или терминала. Как правило используется для возврата к предыдущему состоянию (меню, экрану) или выходу из приложения или программы (в случае, если выход таким способом в данной интерпретации предусмотрен приложением).

## Происхождение
Считается, что впервые клавишу с названием ESC предложил Боб Бемер, один из разработчиков ASCII. Также эта клавиша могла называться «Alt mode» (например, в телетайпе Model 33 ASR). В Советском Союзе использовалось обозначение АР2 (АВТОРЕГИСТР ДВА).

## Функции клавиши
Изначально клавиша Esc использовалась в терминалах для генерации управляющего символа 0x1b «ESC», поэтому на клавишу и было нанесено название этого символа. Он был нужен для ввода управляющих последовательностей, однако ко времени появления IBM PC эта клавиша практически нигде не использовалась. В дальнейшем клавиша стала использоваться:
- как противоположность клавише ↵ Enter — для отмены ещё не подтвержденной клавишей ↵ Enter или другим способом операции, например — изменения данных в поле ввода;
- снятия выделения;
- для выхода из какого-либо режима или меню — как правило на один уровень глубины вложенности. То есть чтобы выйти из меню нужно нажать Esc столько раз, какова была вложенность открытых подменю;
- для закрытия модального окна, диалога, выпадающей панели поиска и т. д.

Особо важную роль клавиша Esc играет в текстовом редакторе Vi — в нём с её помощью происходит переход в основной режим, из которого осуществляется навигация по документу и большинство наиболее важных действий. На терминале ADM-3A, для которого писался Vi, клавиша Esc располагалась в ряду буквы Q — на месте, где позже стали располагать клавишу Tab ↹. Размещение клавиши Esc в ряду функциональных клавиш многие пользователи Vi считают неудобным.